# 亨利九世 (羅伊斯-科斯特利茨)
亨利九世（德語：Heinrich IX.，1711年9月15日—1780年9月16日），羅伊斯-科斯特利茨伯爵亨利二十四世的第四子。

## 家庭
1743年，亨利與瓦滕斯勒本-佛洛卓夫的阿瑪莉埃（Amalie von Wartensleben und Flodroff）結婚，兩人共有4子2女：
1. 艾蜜莉（1745年—1754年），夭折
2. 亨利三十七世（1747年—1774年）
3. 亨利三十八世（1748年—1835年）
4. 亨利三十九世（1750年—1815年）
5. 亨利四十四世（1753年—1832年）
6. 路易絲（1756年—1807年）